# Ai Yori Aoshi
Ai Yori Aoshi (藍より青し) é uma série de animação japonesa de romance composta de 24 episódios mais 1 ova. Teve uma continuação composta de 12 episódios mais 1 ova chamada Ai Yori Aoshi Enishi.
Ai Yori Aoshi foi dirigido por Masami Shimoda, escrito por Kenichi Kanemaki, e a animação feita por J.C.Staff.

## Sinopse
Ai Yori Aoshi conta um caso de amor. Aoi Sakuraba, uma garota que esteve a espera de seu amor e futuro amante Kaoru Hanabishi desde dezoito anos atrás, tanto que os dois em sua infância eram muito mais do que amigos.
Kaoru Hanabishi e Aoi Sakuraba tinham sido prometidos um ao outro quando ainda eram crianças, só que Kaoru perdeu seu pai,e,sua mãe o deixou nas mãos do avô. Entretanto, ele foi tão injustiçado pela família Hanabishi que decidiu fugir de casa, deixando Aoi viver até esse dia para poder reencontrá-lo.
Sendo assim, o compromisso acabou cancelado, mas a jovem, que durante dezoito anos foi criada para ser esposa de Kaoro, não vai desistir de seu amor e vai a Tóquio em busca de uma resposta. Seu amor aumenta ao ver que Kaoru, agora crescido, continua sendo um garoto encantador. Juntos, eles vão descobrir o significado do verdadeiro amor.